# Лапушнику Маре (Караш-Северин)
Лапушнику Маре (рум. Lăpuşnicu Mare) насеље је у Румунији у округу Караш-Северин у општини Лапушнику Маре. Oпштина се налази на надморској висини од 367 m.

## Прошлост
Аустријски царски ревизор Ерлер је 1774. године констатовао да место припада Алмажком округу, Оршавског дистрикта. Село има милитарски статус а становништво је било претежно влашко.

## Становништво
Према подацима из 2002. године у насељу је живело 1986 становника.

### Попис2002.
| Расподела становништва по националности 2002.‍ | Расподела становништва по националности 2002.‍ | Расподела становништва по националности 2002.‍ | Расподела становништва по националности 2002.‍ | Расподела становништва по националности 2002.‍ |
| --------------------------------------------- | --------------------------------------------- | --------------------------------------------- | --------------------------------------------- | --------------------------------------------- |
|                                               |                                               |                                               |                                               |                                               |
| Румуни                                        | Румуни                                        |                                               | 1.928                                         | 97,3%                                         |
| Мађари                                        | Мађари                                        |                                               | 4                                             | 0,2%                                          |
| Роми                                          | Роми                                          |                                               | 49                                            | 2,5%                                          |

### Хронологија
| Година       | 1992 | 1993 | 1994 | 1995 | 1996 | 1997 | 1998 | 1999 | 2000 | 2001 | 2002 | 2003 | 2004 | 2005 | 2006 | 2007 | 2008 | 2009 | 2010 | 2011 | 2012 | 2013 | 2014 | 2015 | 2016 | 2017 |
| ------------ | ---- | ---- | ---- | ---- | ---- | ---- | ---- | ---- | ---- | ---- | ---- | ---- | ---- | ---- | ---- | ---- | ---- | ---- | ---- | ---- | ---- | ---- | ---- | ---- | ---- | ---- |
| Становништво | 2127 | 2129 | 2106 | 2083 | 2055 | 2032 | 2036 | 2039 | 2050 | 2046 | 2029 | 2030 | 1969 | 1928 | 1886 | 1870 | 1848 | 1825 | 1800 | 1793 | 1746 | 1732 | 1718 | 1701 | 1702 | 1673 |